# Advecção
Na Advecção a propriedade é transferida devido a um movimento preferencial bem definido. Podem ser citados como exemplos os escoamentos em rios e condutos forçados.
O movimento dos fluidos na advecção é descrito matematicamente como um campo vetorial, e o material transportado é tipicamente descrito como uma concentração escalar da substância, que está contido no fluido.
Advecção é importante para a formação de nuvens orográficas, e também para as precipitações atmosféricas, como parte do ciclo hidrológico.
Em meteorologia e oceanografia física, muitas vezes a advecção se refere ao transporte de algumas parcelas (porções elementares) da atmosfera ou do oceano (portanto, transporte de massa), ou ainda o transporte de variáveis escalares (isto é, variáveis extensivas), tais como a temperatura, umidade do ar, salinidade, densidade, etc.
Advecções meteorológicas ou oceanográficas de grande-escala (sinótica ou planetária) seguem aproximadamente sobre superfícies isentrópicas e, portanto, são predominantemente horizontais.